# 5 jaar (en nog lang niet klaar)
5 jaar (en nog lang niet klaar) is een single in het kader van het voortbestaan van de Nederlandse omroep BNN, uit 2003.
BNN moest begin 2004 een aantal van 150.000 leden hebben om te kunnen voortbestaan. In september 2003 begon BNN een wervingscampagne om de resterende 50.000 leden op tijd te verkrijgen. Een onderdeel van de campagne was het opnemen van de single 5 Jaar (en nog lang niet klaar). De wervingscampagne was een succes en had het gewenste resultaat.
De melodie is van het nummer 15 miljoen mensen van Fluitsma & Van Tijn.
Het nummer beschrijft in het eerste couplet hoeveel rommel er vroeger op tv was en dat BNN daar verandering in bracht. Het refrein gaat over hun activiteit in die vijf jaar.
Het tweede couplet beschrijft hoe blij iedereen met BNN was, maar dat BNN weg moet, tenzij anderen lid worden.

## Meewerkende artiesten
- Jim
- Do
- Eddy Zoëy
- DI-RECT
- Twarres
- Dewi
- Birgit
- Kim-Lian
- Loïs Lane
- Marieke
- Ruud de Wild
- Eric van Tijn
- Jochem Fluitsma